# Haixid wa-Bakil
Haixid wa-Bakil és una confederació tribal àrab del Iemen. Des fa més de dos mil anys la confederació ocupa els territoris entre Sanà i Sa'dah, els hashid a l'oest i els bakil a l'est. La tradició fa generalment a Hashid i Bakil, els ancestres tribals, com a germans. Els hashid i els bakil van donar cadascun una dinastia al regne de Sabà. Després de la introducció de l'islam van ser a l'origen de les dinasties sulàyhida i hamdànida. La confederació va adoptar les doctrines zaidites i fou el principal suport dels imams. Els otomans no van poder estendre el seu domini als territoris de la confederació. El nombre de guerrers s'estimava el 1916 en 50.000; els seus caps suprems són del clan Himran dels Hashid.